# سيريكي ديمبيلي
سيريكي ديمبيلي (مواليد 7 سبتمبر 1996) هو لاعب كرة قدم من ساحل العاج يلعب في مركز الجناح أو المهاجم في نادي بورنموث.

## روابط خارجية
- سيريكي ديمبيلي على موقع قاعدة بيانات كرة القدم.إي يو (الإنجليزية)
- سيريكي ديمبيلي على موقع ليكيب (الفرنسية)
- سيريكي ديمبيلي على موقع Soccerbase.com (لاعب) (الإنجليزية)
- سيريكي ديمبيلي على موقع Soccerway.com (الإنجليزية)
- سيريكي ديمبيلي على موقع عالم كرة القدم.نت (الإنجليزية)